# Parafia prawosławna Narodzenia Najświętszej Maryi Panny w Brukseli
Parafia prawosławna Narodzenia Najświętszej Maryi Panny – polska parafia prawosławna w Brukseli, utworzona w 2015.
Parafia powstała w wyniku kilkuletnich starań polskich emigrantów prawosławnych, pragnących pozostawać pod opieką księdza z Polski. W myśl porozumienia zawartego między Patriarchatem Konstantynopolitańskim i Polskim Autokefalicznym Kościołem Prawosławnym, parafia administracyjnie należy do metropolii Belgii i egzarchatu Niderlandów i Luksemburga Patriarchatu Konstantynopolitańskiego, natomiast proboszcz jest wyznaczany przez metropolitę warszawskiego i całej Polski i pozostaje w składzie duchowieństwa Polskiego Autokefalicznego Kościoła Prawosławnego.
Początkowo parafia nie posiadała własnego obiektu sakralnego. Nabożeństwa przeważnie odbywały się w ekumenicznej kaplicy Zmartwychwstania Pańskiego, przy ulicy Van Maerlant 22. W późniejszym czasie wspólnota pozyskała dawny rzymskokatolicki kościół św. Gerarda, w dzielnicy Anderlecht, przy ulicy Floraison (rue de la Floraison) 35. Pierwszą Boską Liturgię w nowej świątyni celebrował 14 lutego 2016 metropolita Belgii Atenagoras.
Pierwszym proboszczem parafii został ks. Paweł Cecha.
Uroczystość patronalna przypada w najbliższą niedzielę od 8 września – święta Narodzenia Bogurodzicy.
W nabożeństwach używa się języków: cerkiewnosłowiańskiego, polskiego i francuskiego.